# واکسنس
واکسینس (به هلندی: Waaxens) یک منطقهٔ مسکونی در هلند است که در دونگرادیل واقع شده‌است. واکسینس ۳۵ نفر جمعیت دارد.